# Fagligt Fælles Forbund
Fagligt Fælles Forbund (kurz 3F, dt. Vereinigte Föderation der dänischen Arbeiter) ist ein dänischer Gewerkschaftsverband, der sowohl ungelernte als auch ausgebildete Arbeitnehmer organisiert.

## Geschichte
Die Gewerkschaft entstand am 1. Januar 2005 aus dem Zusammenschluss der 1901 gegründeten Dänischen Arbeiterinnengewerkschaft Kvindeligt Arbejderforbund i Danmark, KAD und der 1897 gegründeten Dänischen Allgemeinen Arbeitergewerkschaft Specialarbejderforbundet i Danmark, SID. 2006 fusionierte die Restaurantgewerkschaft RestaurationsBranchens Forbund, RBF mit 3F, und Anfang 2011 kam die Dänische Holz- und Bauarbeitergewerkschaft Forbundet Træ-Industri-Byg i Danmark, TIB hinzu.
Neben der Gewerkschaftsarbeit wird auch die Arbeitslosenversicherungskasse 3FA betrieben. Die Gewerkschaft gibt auch die monatliche Gewerkschaftszeitschrift 3F heraus, die mit einer Auflage von über zwei Millionen Exemplaren jährlich die größte Gewerkschaftszeitschrift Dänemarks ist.
3F bezeichnet sich selbst als die stärkste Gewerkschaft Dänemarks. Die Gewerkschaft verhandelt Tarifverträge, führt Gewerkschaftsprozesse und bietet Beratung und Orientierung. 2021 hatte 3F rund 265.000 Mitglieder und ist damit die mitgliederstärkste Gewerkschaft in Dänemark. Insgesamt verhandelt 3F 146 Haupttarifverträge und 12.748 lokale und Beitrittsverträge.
Die 3F war eine Mitgliedsorganisation des Landsorganisationen i Danmark und ist seit 2019 Mitglied in dessen Nachfolgeorganisation, der Fagbevægelsens Hovedorganisation (FH). Sie ist die größte Mitgliedsorganisation der FH.